# Pheidole ceres
Pheidole ceres är en myrart som beskrevs av Wheeler 1904. Pheidole ceres ingår i släktet Pheidole och familjen myror.

## Underarter
Arten delas in i följande underarter:
- P. c. ceres
- P. c. tepaneca

## Bildgalleri

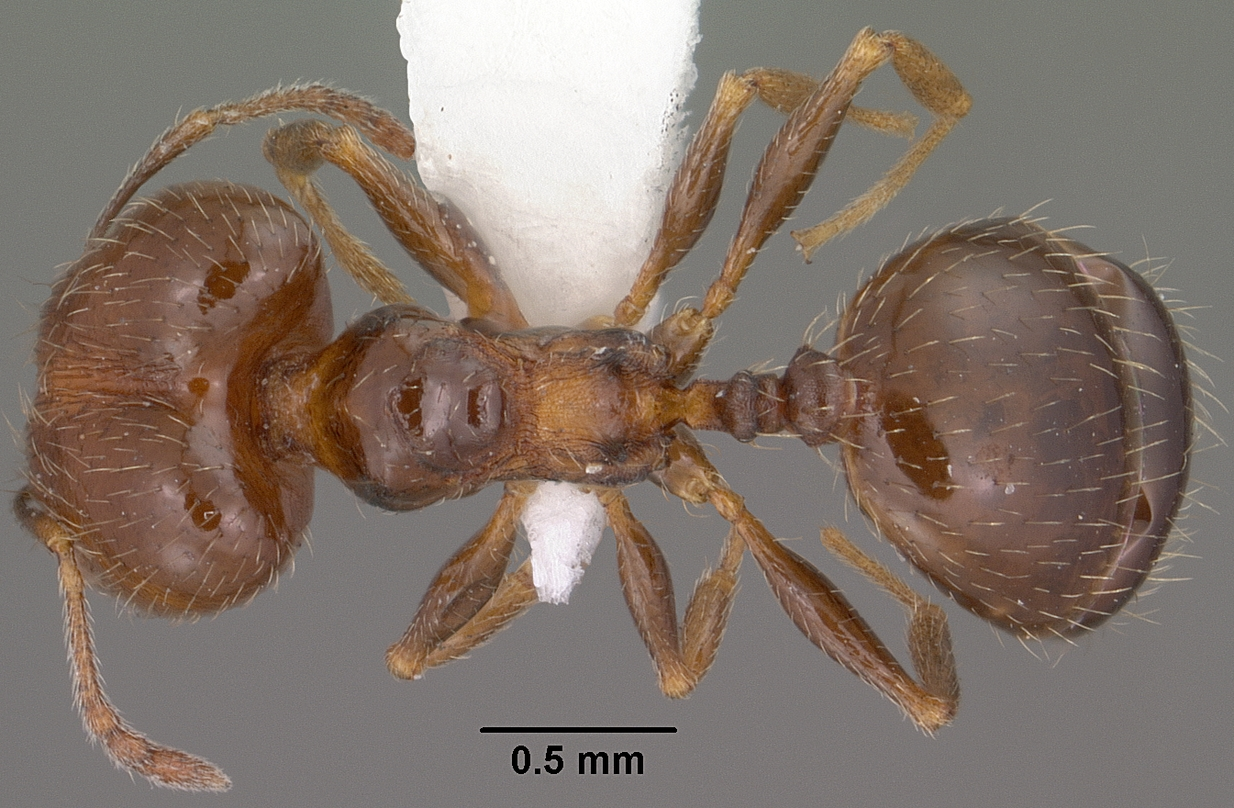
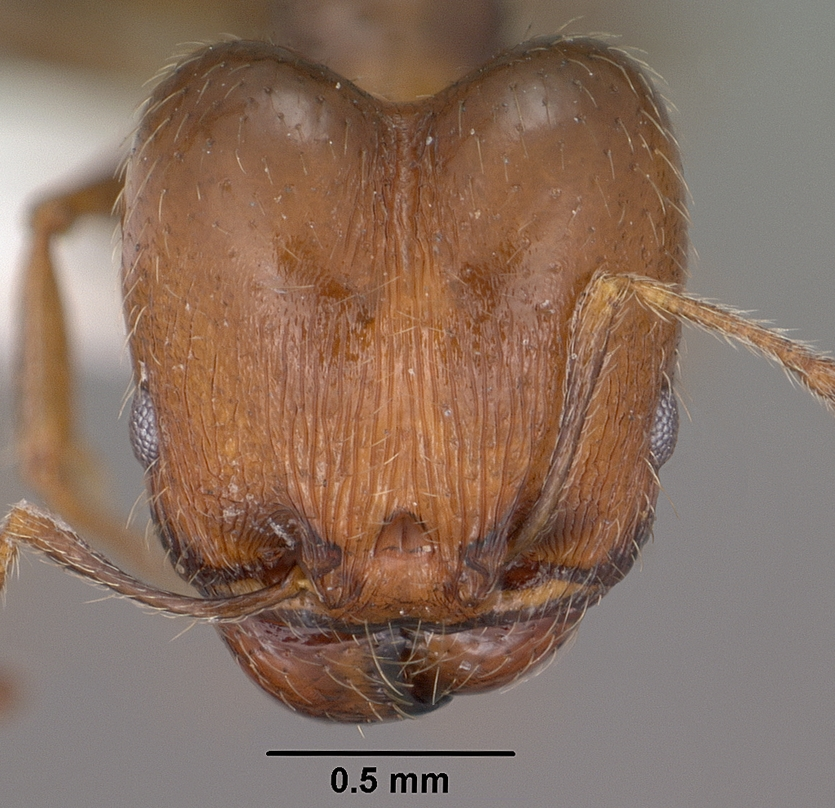
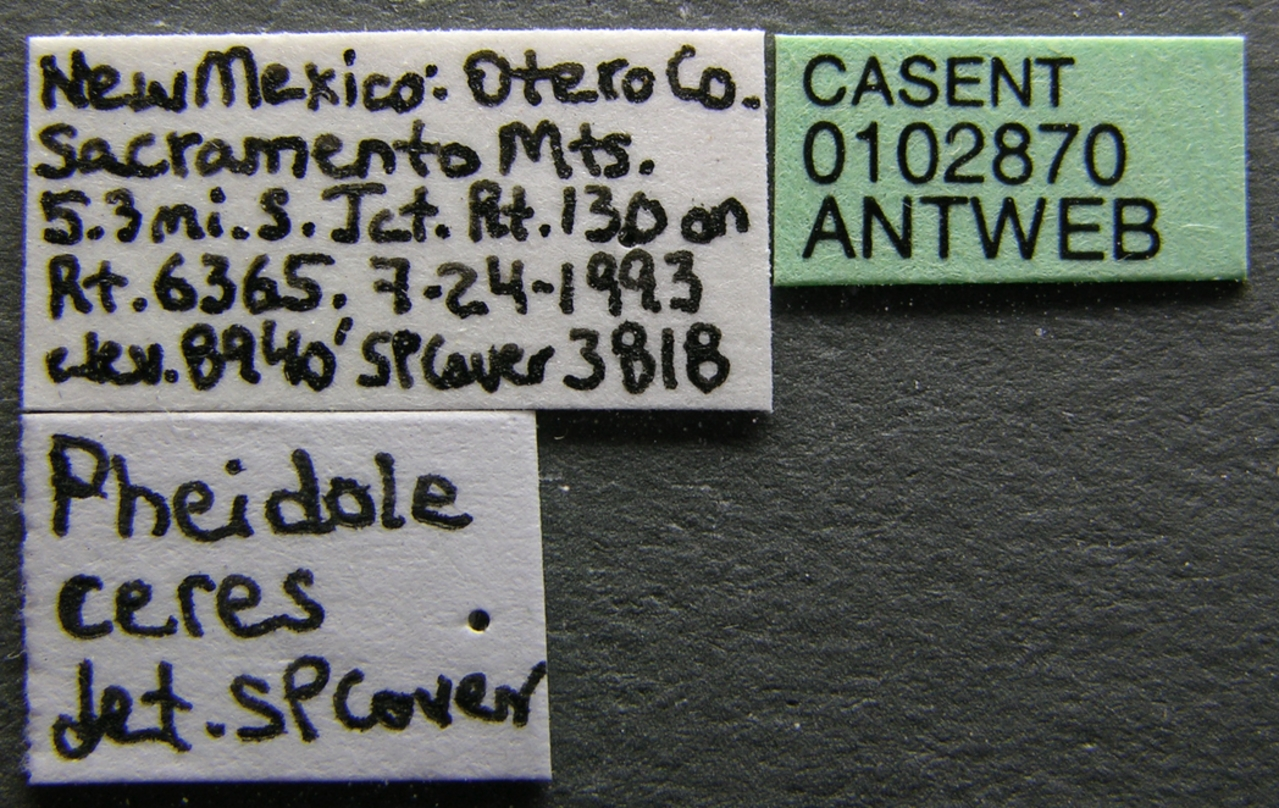
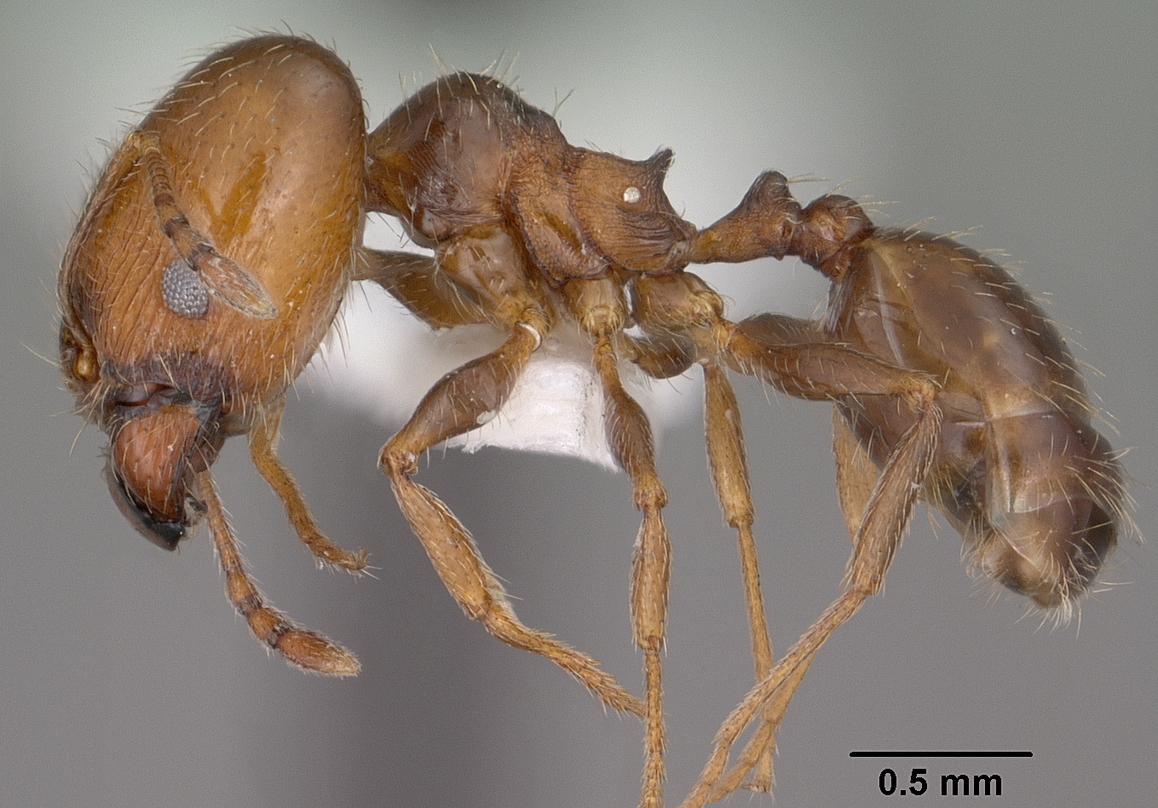
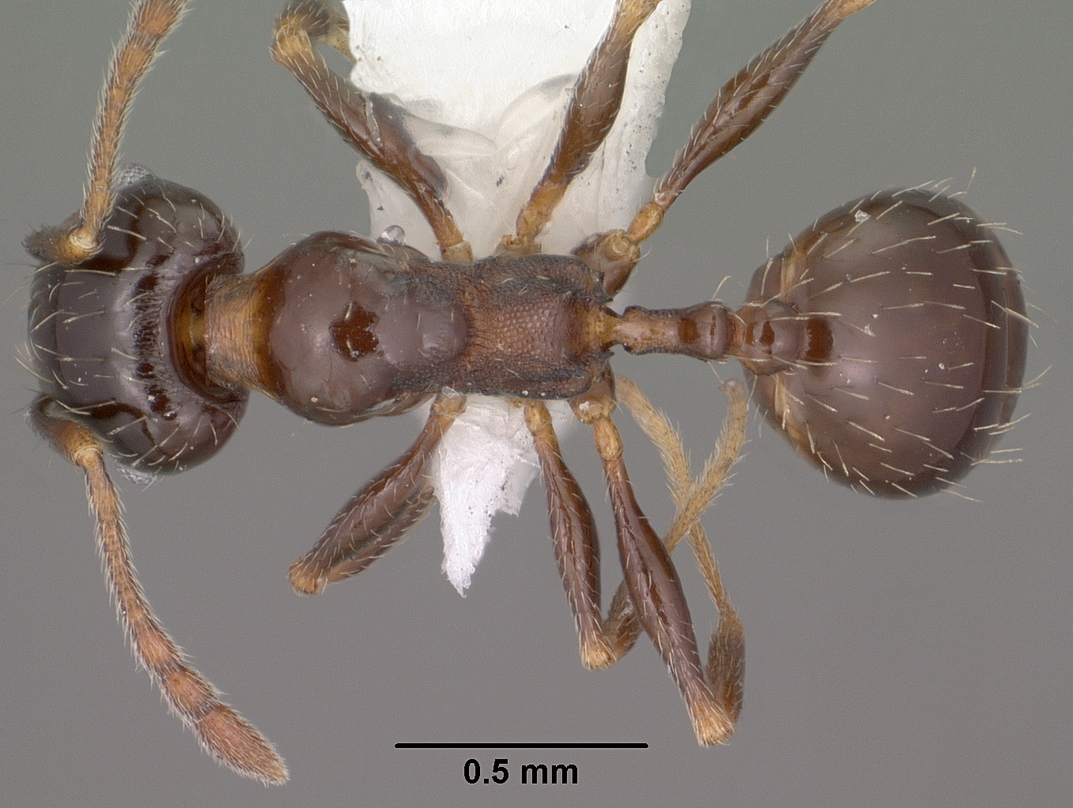
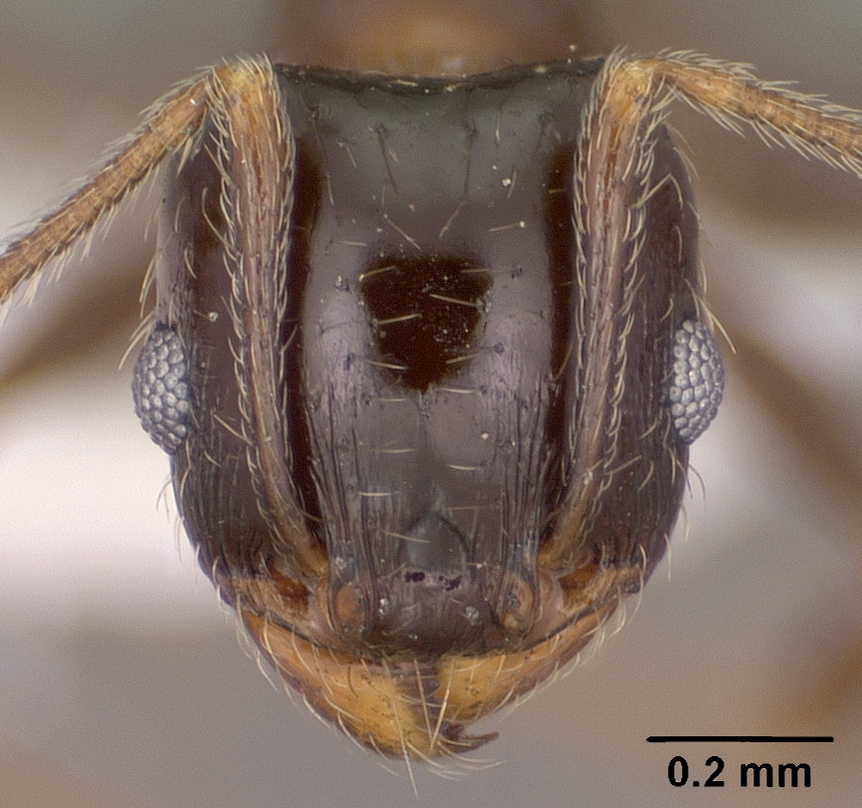